# 투풍가토산

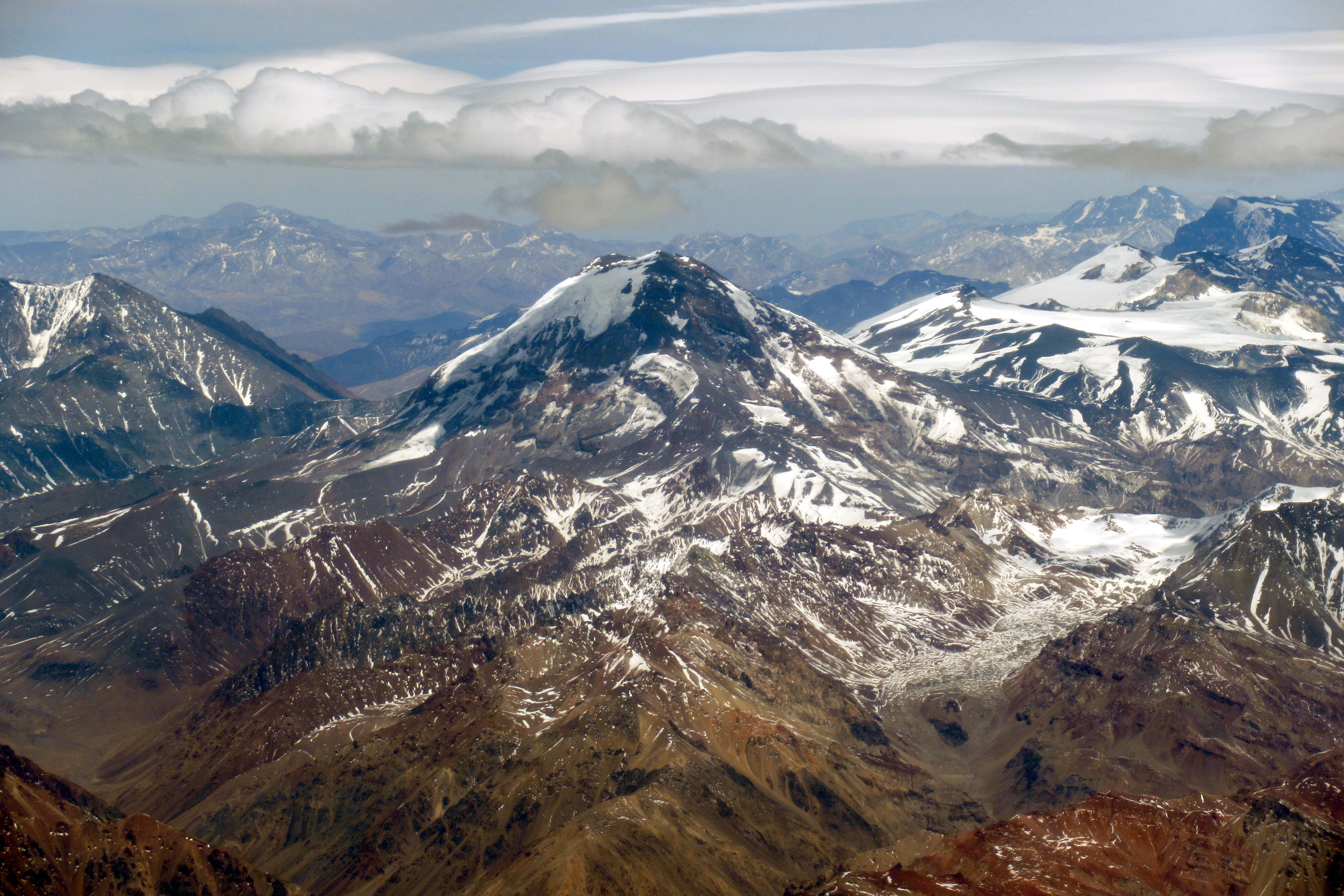

투풍가토산(Tupungato)은 칠레와 아르헨티나 국경의 안데스산맥에 솟아있는 화산으로, 안데스산맥의 고봉이다.
이곳은 해발 6,799m로, 활화산중에선 제일 높다. 코토팍시산보다 더 높고 만년설이 쌓여있지만 분화조짐은 나타나지 않는다.
이 산은 칠레의 수도 산티아고에 있는 산으로, 겨울 내내 만년설이 덮여 있다.